# Чехове (Перекопський район)
Че́хове (до 1948 року — Ага́й, крим. Ağay) — село на півдні Перекопського району Автономної Республіки Крим.
Відстань від райцентру до населеного пункту — 54 км по прямій.

## Населення
За даними перепису 2001 року населення села становило 351 особу, з них 43,3 % зазначили рідною російську мову, 39,32 % — кримськотатарську, 16,24 % — українську, а 1,14 % — іншу.

## Історія
Село відоме з часів Кримського ханства, в його останній період Агаї входив до Шейхелського кадилика Кєзлєвського каймаканства, перша документальна згадка села зустрічається в Камеральному Описі Криму… 1784 року.
За Відомістю про волостя і селища, в Євпаторійському повіті зі свідченням числа дворів і душ ... від 19 квітня 1806 в селі Агай було 3 двори, 49 кримських татар і 2 ясирів.
У «Списку населених місць Таврійської губернії за відомостями 1864 року», складеному за результатами VIII ревізії 1864 року, Агай — володарське кримськотатарське село, з 3 дворами, 21 жителем та мечеттю при колодязі.
У 1880 році в селі були засновані дві німецько-лютеранські колонії: Агай Бєлонський та Агай Гердтовський, на 1700 та 1500 десятинах землі відповідно. На 1914 рік у селищі діяла лютеранська школа грамотності. У 1918 році населення в Агай-Бєлонському становило 100 осіб, в Агай-Гердтовському - 120 осіб.
Згідно зі Списком населених пунктів Кримської АРСР за Всесоюзним переписом 17 грудня 1926 року, в селі Агай-Бєлонський, було 50 дворів, з них 35 селянських, населення 157 осіб, з яких 100 німців, 44 росіян, 6 українців, 6 вірмен, 1 графі «інші»; в селі Агай-Гердта 23 двори, з них 18 селянських, населення 113 осіб, з яких 102 німці, 5 татар, 3 росіяни, 2 естонці, 1 українець, діяла німецька школа; а також існував хутір Агай з 3 дворами та 6 мешканцями.
18 серпня 1941 року з села були виселені німці, а 18 травня 1948 року Указом Президії Верховної Ради РРФСР Агай перейменували на Чехове.

## Відомі люди
- Ковалець Сергій Іванович — радянський та український футболіст і тренер.